# Buñuel
Buñuel – gmina w Hiszpanii, w Nawarze, o powierzchni 36,38 km². W 2011 roku gmina liczyła 2359 mieszkańców.